# Wüstenherberg
Wüstenherberg, auch Kaltenherberg genannt, ist eine Wüstung in der Gemarkung des Geiselwinder Ortsteils Wasserberndorf im unterfränkischen Landkreis Kitzingen. Der Siedlungsplatz wurde wohl im 16. Jahrhundert aufgegeben, die Gründe hierfür sind unbekannt.

## Geografische Lage
Auch über die Lage der Wüstung weiß man nichts Genaues, es gibt nicht einmal Flurstücke in der Gemarkung mit ähnlichen Namen, die auf den Ort schließen ließen. Wahrscheinlich lag der Ort nahe der Seeramsmühle an der alten Landstraße rechts der Reichen Ebrach zwischen Wasserberndorf flussauf- und dem heute zur Stadt Schlüsselfeld im Landkreis Bamberg gehörenden Kirchdorf Heuchelheim flussabwärts. Teile der Siedlung sind inzwischen wohl auch durch die Bundesautobahn 3 am rechten Talhang überbaut.

## Geschichte
Sein Name verweist auf die ehemalige Nutzung des Weilers. Anders als viele andere mainfränkische Ortsnamen leitet sich Herberge nicht aus dem Mittelhochdeutschen ab, sondern wurde bereits im Althochdeutschen geprägt. Die Worte  heri und berga beschreiben eine Unterkunft für das Heer, wohingegen wüeste, aus dem Mittelhochdeutschen stammend, öde, unbebaut, bedeutet. Der Ort umfasste wohl ein Gasthaus an der Landstraße und vielleicht noch weitere Höfe um es herum.
Erstmals erwähnt wurde er in einer Beschreibung des Jahres 1504. Damals ritt der Kundschafter der Freien Reichsstadt Nürnberg durch den Steigerwald und kam auch „zu der Kaltenherbrich“ bei Geiselwind. Vermutlich stand schon damals nur noch eine Ruine, ab 1547 lag die Herberge nachweislich wüst. Nach 1592 erwähnte die Zentbeschreibung von Burghaslach die „Wusten, oder Kaltenherberg bei Serheim“. In einem Zentumritt von 1665 tauchte „das wirthshauß die Kaltherberg genant“ letztmals auf.